# 路易斯·巴拉甘

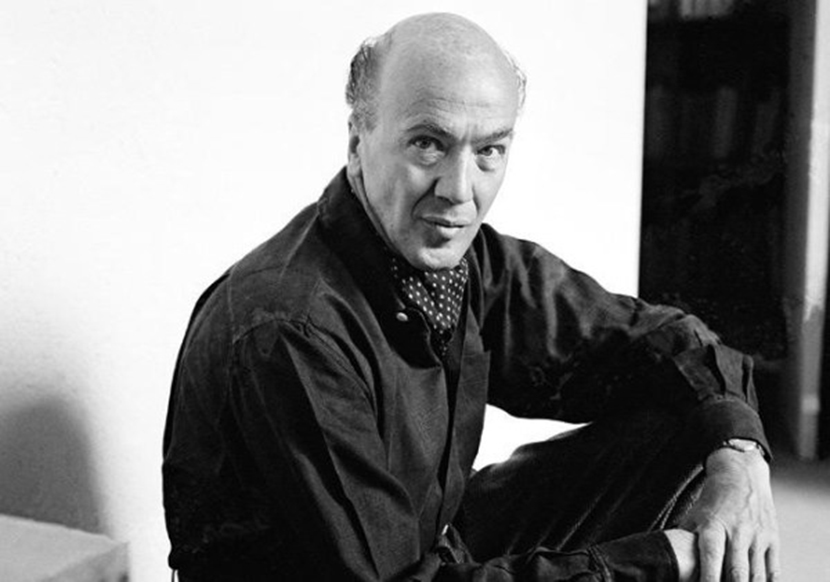
路易斯·巴拉甘

路易斯·巴拉甘 (Luis Barragán；1902年3月9日—1988年11月22日)20世纪最重要的墨西哥建筑师之一。
1980年第二届普利兹克奖得主。他的全部建筑与景观作品都完成于墨西哥。

## 重要作品
- 巴拉甘宅（1940-1943）
- 巴拉甘宅（1943-1948）
- 嘉布遣会小礼拜堂和女修道院，又称圣方济会小礼拜堂（The Chapel and Convent of the Capuchinas Sacramentarias，1952—1959），位于墨西哥城的特拉尔潘（Tlalpan）

## 书目

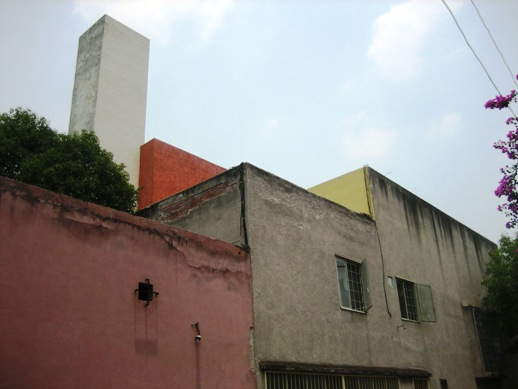
Casa Luis Barragán

Federica Zanco. Luis Barragán: The Quiet Revolution. Milan: Skira, 2001